# Roy L. Schneider

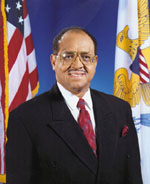
Roy L. Schneider

Roy Lester Schneider (* 13. Mai 1939 in Saint Thomas, Amerikanische Jungferninseln; † 18. Dezember 2022) war ein US-amerikanischer Politiker. Zwischen 1995 und 1999 war er Gouverneur der Amerikanischen Jungferninseln.

## Werdegang
Roy Schneider studierte bis 1965 an der Howard University in Washington, D.C. unter anderem das Fach Medizin. Zwischen 1966 und 1968 war er Hauptmann der US Army. Dabei war er im medizinischen Dienst als Arzt und medizinischer Berater im Vietnamkrieg eingesetzt. Dafür erhielt er den Bronze Star und eine südvietnamesische Auszeichnung. Nach seiner Militärzeit praktizierte Schneider in seiner Heimat als Arzt. Politisch schloss er sich der Republikanischen Partei an. Zwischen 1977 und 1987 war er Gesundheitsminister der Jungferninseln.
Bei den dortigen Wahlen des Jahres 1994 wurde Roy Schneider zum neuen Gouverneur des Außengebietes gewählt. Am 5. Januar 1995 trat er die Nachfolge von Alexander A. Farrelly an. Dieses Amt konnte er bis zum 4. Januar 1999 ausüben. Im Jahr 1998 wurde er nicht wiedergewählt. Seither ist er politisch nicht mehr in Erscheinung getreten.